# Final Masquerade
«Final Masquerade» —en español: «La Mascarada Final»— es una canción de la banda norteamericana de rock alternativo Linkin Park. La canción fue grabada originalmente por la banda para su sexto álbum de estudio, The Hunting Party, donde aparece como undécima pista  del álbum y sirve como el tercer sencillo. La canción se estrenó en MTV el 8 de junio de 2014. Fue producida por Mike Shinoda y Brad Delson, y coproducida por Emile Haynie. La letra recuerda bastante a la de "Iridescent" pues habla sobre la esperanza en medio de la desesperación.

## Formato
- Final Masquerade - 3:37

## Músicos
- Chester Bennington: voz
- Rob Bourdon: batería, coros
- Brad Delson: guitarra líder, coros
- Joe Hahn: disk jockey, coros
- Mike Shinoda: guitarra rítmica, sintetizador, coros
- Dave Farrell: bajo, coros

## Posicionamiento en listas
| Listas (2014)                               | Posiciones |
| ------------------------------------------- | ---------- |
| Australia (ARIA)                            | 43         |
| Austria (Ö3 Austria Top 40)                 | 65         |
| Bélgica (Flandes) (Ultratip Bubbling Under) | 44         |
| Bélgica (Valonia) (Ultratop 50)             | 46         |
| Canadá (Canadian Hot 100)                   | 85         |
| República Checa (Rádio Top 100)             | 97         |
| Dinamarca (Tracklisten)                     | 34         |
| Francia (SNEP)                              | 45         |
| Alemania (Media Control AG)                 | 70         |
| Hungría (Single Top 40)                     | 5          |
| India (Saavn Weekly Top Songs)              | 1          |
| Nueva Zelanda (Recorded Music NZ)           | 30         |
| Portugal (AFP)                              | 22         |
| España (Top 100 Canciones)                  | 35         |
| Suiza (Schweizer Hitparade)                 | 64         |
| UK Singles (Official Charts Company)        | 106        |
| UK Rock (Official Charts Company)           | 2          |
| Estados Unidos (Alternative Airplay)        | 32         |